# Zeus Sport
Zeus Sport je italijanski proizvajalec športne opreme, na trgu povečini znan po izdelkih za ekipne športe, predvsem nogomet. Podjetje je bilo ustanovljeno leta 1999. Sedež podjetja je v kraju Torre Anunnziata pri Neaplju. Zastopnik v Sloveniji za to znamko je podjetje Firax iz Celja. 

## Sponzorstvo

### Nogometna moštva
| - Aluminij - Roltek Dob - Dravograd - Šampion - Zase Videm - Trebnje - Hajdina - Zavrč - ŽNK Posavje - Premium Dobrovce - Zreče |